# María Teresa Ramírez
Pour les articles homonymes, voir Ramírez.
Ramírez  Gómez est un nom espagnol. Le premier nom de famille, en général paternel, est Ramírez ; le second, en général maternel, souvent omis, est Gómez.
María Teresa Ramírez Gómez (née le 15 août 1954, à Mexico) est une nageuse mexicaine de nage libre et de dos à la retraite. Elle se fait connaître lorsqu'elle représente son pays d'origine lors de deux jeux olympiques consécutifs, dont le premier a lieu en 1968 au Mexique. Cette même année, elle gagne une médaille de bronze en 800 m féminin. Elle devient alors la deuxième médaillée olympique mexicaine de l'histoire des Jeux Olympiques, après Pilar Roldán.

## Biographie

### Premières années

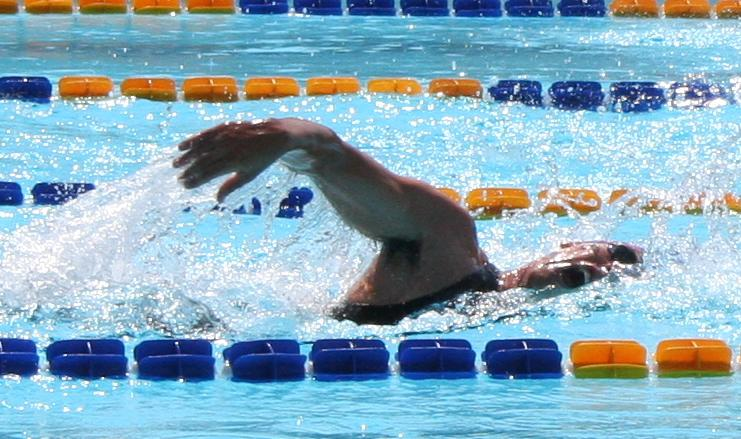
Ramírez Gómez apprécie particulièrement la nage rapide. On la voit ici nager le crawl

À cinq ans, María Teresa Ramírez Gómez (aussi connue sous l'alias de Maritere) commence à prendre des leçons de piano avec la professeure Eseranza Espinoza de los Monteros. En parallèle, elle prend des cours de natation avec l'entraîneur Armando Marin García. Peu avant ses huit ans, elle abandonne le piano pour se concentrer sur la natation, activité pour laquelle elle a plus d'affinités et où elle montre ses compétences dans différents styles de nage comme le dos, le papillon et le crawl.

### Premières compétitions
Sa première compétition notable a lieu en 1966 lors des Jeux d'Amérique centrale et des Caraïbes qui ont eu lieu à San Juan (Porto Rico). Elle fait alors partie de la même délégation que Guillermo Echeverría et Salvador Ruiz de Chávez. Lors de cette compétition, elle obtient 3 médailles de bronze (une en nage libre individuelle et deux en relais),.
L'année suivante, en 1967, elle participe aux Jeux panaméricains, au Canada, où elle concourt en nage libre et en dos. Elle obtient la cinquième place dans ces deux catégories.

### Jeux olympiques de 1968

Logo des jeux olympiques d'été de 1968 qui ont eu lieu au Mexique.

Pour se préparer aux Jeux olympiques du Mexique de 1968, María Teresa Ramírez se soumet à une série d'entraînements pour améliorer sa vitesse et ainsi obtenir une médaille lors de la compétition. Une des expériences qui l'a le plus motivé pendant cette période est sa rencontre avec la nageuse suédoise Lisa Lungren qu'elle admire. La suédoise et son entraineur ont encouragé Ramírez Gómez à s'inscrire aux épreuves de «fond» et à remettre à plus tard la question de la vitesse,. Elle concourt dans cinq catégories : 200, 400 et 800 mètres nage libre couplé à des styles combinés et relais en nage libre. Dans la première catégorie elle n'arrive pas en finale, mais elle arrive à la quatrième place en 400 mètres nage libre. Le 24 octobre 1968, elle bat l'australienne Karem Rojas à un dixième de seconde, et obtient la troisième place en 800 mètres nage libre avec un temps final de 9:38,5 (Rojas fait un temps de 9:38,6),. Cette médaille de bronze fait d'elle la deuxième mexicaine à triompher aux Jeux-Olympiques après Pilar Roldán, qui obtient une médaille d'argent au cours de la même compétition.

### Autres réussites
Après sa réussite aux Jeux olympiques, elle participe à un tournoi international à Santa Clara (Californie), où elle concourt en 1 500 mètres nage libre ; elle arrive à la cinquième place. Peu après, elle arrive en septième place dans le championnat ouvert de natation aux États-Unis organisé par USA Swimming et qui a lieu à Lincoln (Nebraska).
En 1970, elle rentre dans la délégation mexicaine qui a concouru aux Jeux d'Amérique Centrale et des Caraïbes qui se déroulent au Panama. Elle y gagne huit médailles d'or, une d'argent et deux de bronze. Face à ces nombreuses victoires on l'appela «Reine de la Natation» et meilleure athlète de cette compétition.
Deux ans après, María Teresa Ramírez participe aux Jeux olympiques de Munich dans la catégorie du 800 mètres nage libre où elle obtient la dixième place, bien qu'elle ait amélioré de 13 secondes son record.

### Retraite
À la fin des Jeux Olympiques de Munich, « Maritere » décide de faire des études en sciences politiques et administrations publiques à l'université ibéro-américaine. Peu après, un de ses coéquipiers l'invite à aller s'entraîner avec lui en Chine pour les Jeux Panamericains de 1975.  Elle y participe et remporte la victoire lors d'une compétition.

## Hommages et récompenses
Après son rôle notable dans les Jeux d'Amérique centrale et des Caraïbes de 1970, le gouvernement panaméen reconnait María Teresa Ramírez Gómez comme une des meilleures athlètes de cette compétition et donne son nom une des rues adjacentes au stade olympique où elle a triomphé. Aussi, le gouvernement mexicain baptise une des rues de la colonie Izcalli Santa Clara, avec le nom de la nageuse.
En 2017, le président mexicain Enrique Peña Nieto remet à María teresa Ramírez le Prix National du Sport (Premio Nacional de Deporte) de 2016, qui récompense les sportifs, entraîneurs, juges et arbitres qui ont marqué le milieu sportif.